# Mojmir Lasan
Mojmir "Momo" Lasan, slovenski baletnik in entomolog, * 26. julij 1945, Ljubljana, † december 2022.
Leta 1983 je Mojmir Lasan prejel nagrado Prešernovega sklada, nato leta 1989 še veliko Prešernovo nagrado, leta 1999 Častni znak svobode Republike Slovenije, leta 2016 pa nagrado za življenjsko delo, poimenovano po balerini Lydii Wisiakovi  .
Po upokojitvi se je posvetil proučevanju žuželk in ustvaril veliko zbirko metuljev (Lepidoptera). 